# 木豆属
木豆属（学名：Cajanus）是豆科蝶形花亚科下的一个属，为直立小灌木植物。该属共有37种，分布于热带非洲和亚洲。
属名Cajanus来源于马拉巴语catjang，一种植物名。

## 物种
本属包括以下物种：
- 木豆 Cajanus cajan
- 长梗虫豆 Cajanus elongatus
- 硬毛虫豆 Cajanus goensis
- 大花虫豆 Cajanus grandiflorus
- 长叶虫豆 Cajanus mollis
- 白虫豆 Cajanus niveus
- 蔓草虫豆 Cajanus scarabaeoides
- 虫豆 Cajanus volubilis